# Robert Girardet
Pour les articles homonymes, voir Girardet.
Robert Girardet est un skipper français né le 11 mai 1893 dans le Paris et mort le 1er mars 1977 à Neuilly-sur-Seine.

## Biographie
Robert Girardet est le fils d'Eugène Alexis Girardet, artiste peintre et de Marie Nelly Wickham.
Il est ingénieur électricien lorsqu'il effectue son service armé.
En 1920, il épouse Anila Jeanne Sarah Burt.
Robert Girardet participe en 8 m JI aux Jeux olympiques d'été de 1924, où il remporte la médaille de bronze sur le Namoussa, en compagnie de Louis Breguet, Pierre Gauthier, André Guerrier et Georges Mollard.